# Deutscher Fernsehpreis/Beste Schauspielerin
Dieser Artikel listet die Nominierungen und die Gewinner des Deutschen Fernsehpreises in der Kategorie Beste Schauspielerin auf. Die Gewinner werden in einer geheimen Abstimmung durch eine unabhängige Jury ermittelt.

## Geschichte
Der aktuelle Titel der Kategorie Beste Schauspielerin wird seit 2007 verwendet (Ausnahme 2009). Nominiert werden können seit 2016 Schauspielerinnen, die in Filmen und Serien als Hauptdarstellerin mitwirkten. Vorher konnten nur Hauptdarstellerin aus Filmen nominiert werden. Darüber hinaus gab es vor 2016 eine Vielzahl von verschiedenen Kategorien für Schauspielerinnen. Dabei wurde unter Hauptrolle und Nebenrolle sowie unter Film und Serie unterschieden. Außerdem wurde einmalig eine Extrakategorie für Schauspielerinnen, die in Sitcoms mitwirkten, verliehen. Des Weiteren wurden insgesamt zwei Mal Männer und Frauen zusammen für eine Kategorie im Bereich Schauspiel verliehen.
Dieser Artikel befasst sich ausschließlich mit Kategorien, in den die Schauspielerinnen als Hauptdarstellerin in Filmen mitwirken bzw. mitwirkten. Der Artikel Deutscher Fernsehpreis/Beste Schauspieler Serie befasst sich dagegen unter anderem mit den Kategorien, in den die Schauspielerinnen als Hauptdarstellerin in Serien mitwirkten, die von 1999 bis 2006 ausgezeichnet wurden. Darüber hinaus befasst sich der Artikel Deutscher Fernsehpreis/Beste Schauspielerin Nebenrolle mit der Kategorie, in der die Schauspielerinnen als Nebendarstellerin in Filmen und Serien mitwirkten und von 1999 bis 2009 ausgezeichnet wurden.
Die folgende Tabelle zeigt die Verleihungsjahre und die dazugehörigen Titeln der Kategorie, in der die Schauspielerinnen, die als Hauptdarstellerin in Filmen mitwirkten, nominiert wurden.
| Jahr(e)       | Titel der Kategorie                                    | Bemerkung                                     |                                               |
| ------------- | ------------------------------------------------------ | --------------------------------------------- | --------------------------------------------- |
| 1999 bis 2001 | Beste Schauspielerin Hauptrolle Fernsehfilm/Mehrteiler |                                               |                                               |
| 2002 und 2003 | Beste Schauspielerin Hauptrolle                        |                                               |                                               |
| 2004 bis 2006 | Beste Schauspielerin Fernsehfilm                       |                                               |                                               |
| 2007 und 2008 | Beste Schauspielerin                                   |                                               |                                               |
| 2009          | Beste Schauspielerin Hauptrolle                        |                                               |                                               |
| 2010 bis 2014 | Beste Schauspielerin                                   |                                               |                                               |
| 2015          | keine Verleihung des Deutschen Fernsehpreises          | keine Verleihung des Deutschen Fernsehpreises | keine Verleihung des Deutschen Fernsehpreises |
| seit 2016     | Beste Schauspielerin                                   | erstmals auch aus dem Bereich Serie           |                                               |

Bis 2009 wurde jedes Jahr von drei Nominierungen ein Preisträger bestimmt, seit 2010 gibt es fünf Nominierungen. Der erste Preisträger war die Schauspielerin Suzanne von Borsody, die in ARDs und WDRs Dunkle Tage sowie bei ZDFs Die Mörderin mitwirkte. Sie wurde beim Deutschen Fernsehpreis 1999 ausgezeichnet. Die bisher letzte Preisträgerin wurde beim Deutschen Fernsehpreis 2023 geehrt und war die Schauspielerin Jella Haase, die in Netflix’ Kleo mitwirkte.
Bisher wurden hauptsächlich stets Schauspielerinnen geehrt, die bei von öffentlich-rechtlichen Fernsehsendern produzierte und ausgestrahlte Fernsehfilmen/Mehrteilern mitwirkten. Ausnahmen war 2001, 2019 sowie 2023.

### Rekorde
Die folgende Liste ist eine Aufzählung von Rekorden der häufigsten Nominierten und Gewinnern in der Kategorie Beste Schauspielerin (als Hauptdarstellerin in Filmen). Die Gewinner und Nominierten in den anderen Kategorien werden nicht mitgezählt.
| Statistik                          | Person              | Anzahl | Jahr                   |
| ---------------------------------- | ------------------- | ------ | ---------------------- |
| Häufigste Auszeichnung             | Suzanne von Borsody | 2      | 1999, 2014             |
| Häufigste Auszeichnung             | Barbara Auer        | 2      | 2012, 2020             |
| Häufigste Nominierungen (* = Sieg) | Nadja Uhl           | 4      | 2007, 2010, 2013, 2018 |
| Häufigste Nominierung ohne Sieg    | Nadja Uhl           | 4      | 2007, 2010, 2013, 2018 |

## Gewinner und Nominierte
Die folgende Tabelle, geordnet nach Jahrzehnten, listet alle Gewinner und Nominierte auf.

### 1990er
| Jahr | Preisträger         | für den Film/die Filme       | Sender          | Nominierung                                                                              |
| ---- | ------------------- | ---------------------------- | --------------- | ---------------------------------------------------------------------------------------- |
| 1999 | Suzanne von Borsody | - Dunkle Tage - Die Mörderin | - ARD/WDR - ZDF | Dagmar Manzel für Der Laden (ARD / ORB) Nina Petri für Die Unschuld der Krähen (ARD/NDR) |

### 2000er
| Jahr | Preisträger       | für den Film/die Filme                             | Sender                  | Nominierung |
| ---- | ----------------- | -------------------------------------------------- | ----------------------- | --- |
| 2000 | Natalia Wörner    | - Bella Block – Blinde Liebe - Frauen lügen besser | ZDF                     | Gisela Schneeberger für Der Hahn ist tot (ZDF) Jasmin Tabatabai für Rendezvous mit dem Teufel (ProSieben)                                 |
| 2001 | Corinna Harfouch  | Vera Brühne                                        | Sat.1                   | Cornelia Schmaus und Katja Studt für Mörderinnen (ZDF/Arte) Gabriela Maria Schmeide für Die Polizistin (ARD/WDR)                          |
| 2002 | Anneke Kim Sarnau | - Ende der Saison - Die Hoffnung stirbt zuletzt    | - ARD/BR - ARD/NDR      | Monica Bleibtreu für Verlorenes Land (ARD/BR/hr/Arte) Nina Hoss für Toter Mann (ZDF/Arte)                                                 |
| 2003 | Ulrike Krumbiegel | Geschlecht: weiblich                               | SWR                     | Senta Berger für Unter Verdacht – Eine Landpartie (ZDF) Lisa Martinek für Jagd auf den Flammenmann (Sat.1)                                |
| 2004 | Martina Gedeck    | Hunger auf Leben                                   | ARD/MDR/Arte            | Nina Hoss für Wolfsburg (ZDF/Arte) Jessica Schwarz für Kalter Frühling (ZDF/Arte)                                                         |
| 2005 | Monica Bleibtreu  | Marias letzte Reise                                | ARD/BR                  | Iris Berben für Die Patriarchin (ZDF/ORF) Johanna Wokalek für Die Kirschenkönigin (ZDF/Arte)                                              |
| 2006 | Dagmar Manzel     | - Als der Fremde kam - Die Nachrichten             | - ARD/WDR - ZDF         | Iris Berben für Silberhochzeit (ARD/BR/Arte) Christiane Hörbiger für Mathilde liebt (ARD/WDR)                                             |
| 2007 | Maria Furtwängler | - Tatort: Pauline - Tatort: Das namenlose Mädchen  | - ARD/NDR - ARD/NDR/ORF | Veronica Ferres für Vom Ende der Eiszeit (ARD/NDR/Arte) Nadja Uhl für Nicht alle waren Mörder (ARD/SWR/BR/rbb)                            |
| 2008 | Veronica Ferres   | Die Frau vom Checkpoint Charlie                    | ARD/MDR/BR/rbb/Arte     | Claudia Michelsen für 12 heißt: Ich liebe dich (ARD/MDR) Katharina Wackernagel für Contergan (ARD/WDR) und Mein Mörder kommt zurück (ZDF) |
| 2009 | Senta Berger      | Schlaflos                                          | ARD/WDR                 | Anja Kling für Wir sind das Volk – Liebe kennt keine Grenzen (Sat.1) Gisela Schneeberger für Mit einem Schlag (ARD/BR)                    |

### 2010er
| Jahr | Preisträger                                   | für den Film/die Filme                                       | Sender                                        | Nominierung |
| ---- | --------------------------------------------- | ------------------------------------------------------------ | --------------------------------------------- | --- |
| 2010 | Ulrike Kriener                                | Klimawechsel                                                 | ZDF                                           | Ulrike Krumbiegel für Der verlorene Vater (ARD/WDR/Arte) Jessica Schwarz für Romy (ARD/SWR/WDR/NDR/ORF) Rosalie Thomass für Die letzten 30 Jahre (ARD/WDR/Arte) Nadja Uhl für Der Tote im Spreewald (ZDF) |
| 2011 | Nina Kunzendorf                               | In aller Stille                                              | ARD/BR                                        | Alexandra Neldel für Die Wanderhure (Sat.1/ORF) Petra Schmidt-Schaller für Das geteilte Glück (ARD/SWR) Maria Simon für Es war einer von uns (Arte/ZDF) Lisa Wagner für Tatort: Nie wieder frei sein (ARD/BR) |
| 2012 | - Barbara Auer - Ina Weisse                   | Das Ende einer Nacht                                         | ZDF                                           | Silke Bodenbender für Das unsichtbare Mädchen (ZDF/Arte) Sibylle Canonica für Tatort: Borowski und die Frau am Fenster (ARD/NDR) Anja Kling für Hannah Mangold & Lucy Palm (Sat.1) Ulrike C. Tscharre für Lösegeld (ARD/WDR) |
| 2013 | Susanne Wolff                                 | Mobbing                                                      | ARD/BR/SWR/Arte                               | Alice Dwyer für Im Alleingang – Elemente des Zweifels (Sat.1) Julia Jäger für Zeit der Helden (SWR/Arte) Claudia Michelsen für Der Turm (ARD/MDR/NDR/BR/WDR/SWR/rbb) Nadja Uhl für Operation Zucker (ARD/BR/WDR) und Der Turm (ARD/MDR/NDR/BR/WDR/SWR/rbb) |
| 2014 | Suzanne von Borsody                           | Männertreu                                                   | ARD/hr                                        | Johanna Bittenbinder für Zwei allein (ZDF/Arte) Silke Bodenbender für Es ist alles in Ordnung (ARD/WDR) Annette Frier für Nichts mehr wie vorher (Sat.1) Sandra Hüller für Polizeiruf 110: Morgengrauen (ARD/BR) |
| 2015 | keine Verleihung des Deutschen Fernsehpreises | keine Verleihung des Deutschen Fernsehpreises                | keine Verleihung des Deutschen Fernsehpreises | keine Verleihung des Deutschen Fernsehpreises |
| Jahr | Preisträger                                   | für den Film/die Filme und/oder für die Serie/Serien         | Sender                                        | Nominierung |
| 2016 | Ina Weisse                                    | - Ich will dich - Ein großer Aufbruch                        | - ARD/WDR/Arte - ZDF                          | Iris Berben für Das Zeugenhaus (ZDF) Henriette Confurius für Tannbach – Schicksal eines Dorfes (ZDF) Maria Simon für Silvia S. – Blinde Wut (ZDF) Antje Traue für Weinberg (TNT Serie) und Mordkommission Berlin 1 (Sat.1) |
| 2017 | Sonja Gerhardt                                | - Ku’damm 56 - Jack the Ripper – Eine Frau jagt einen Mörder | - ZDF - Sat.1                                 | Anna Maria Mühe für Mitten in Deutschland: NSU (ARD/SWR/BR/WDR/MDR) und Familie! (ZDF) Jutta Hoffmann für Ein Teil von uns (ARD/BR) Katharina Marie Schubert für Wellness für Paare (ARD/WDR) und Wer aufgibt ist tot (ARD/WDR) Petra Schmidt-Schaller für Ein gefährliches Angebot (ZDF/ZDFneo), Das Dorf des Schweigens (ZDF) und Ein Mann unter Verdacht (ZDF) |
| 2018 | Julia Jentsch                                 | Das Verschwinden                                             | ARD/BR/NDR/SWR                                | Liv Lisa Fries für Babylon Berlin (Sky/ARD) Anna Schudt für Ein Schnupfen hätte auch gereicht (RTL) Nadja Uhl für Tod im Internat (ZDF) Felicitas Woll für Nackt. Das Netz vergisst nie. (Sat.1) und Das Nebelhaus (Sat.1) |
| 2019 | Vicky Krieps                                  | Das Boot                                                     | Sky                                           | Paula Beer für Bad Banks (ZDF/Arte) Désirée Nosbusch für Bad Banks (ZDF/Arte) Rosalie Thomass für Rufmord (ZDF/Arte) Anna Schudt für Aufbruch in die Freiheit (ZDF) |

### 2020er
| Jahr | Preisträger            | für den Film/die Filme und/oder für die Serie/Serien | Sender  | Nominierung |
| ---- | ---------------------- | ---------------------------------------------------- | ------- | --- |
| 2020 | Barbara Auer           | Preis der Freiheit                                   | ZDF     | Jasna Fritzi Bauer für Rampensau (VOX) Shira Haas für Unorthodox (Netflix) Katharina Marie Schubert für Tatort: Anne und der Tod (ARD/SWR) Laura Tonke für Bist du glücklich? (ARD/hr)                        |
| 2021 | Petra Schmidt-Schaller | Die Toten von Marnow                                 | ARD/NDR | Lisa-Marie Koroll für Wir sind jetzt (RTL ZWEI/TVNOW) und Aus Haut und Knochen (Sat.1) Claudia Michelsen für Ku’damm 63 (ZDF) Soma Pysall für Para – Wir sind King (TNT) Aylin Tezel für Unbroken (ZDFneo)    |
| 2022 | Friederike Becht       | Schneller als die Angst                              | ARD/MDR | Lea Drinda für Becoming Charlie (ZDF) Mala Emde für Oh Hell (MagentaTV) Julia Jentsch für Das weiße Schweigen (RTL+) Corinna Kirchhoff für Ein Leben lang (ARD/WDR)                                           |
| 2023 | Jella Haase            | Kleo                                                 | Netflix | Dominique Devenport für Sisi 2 (RTL) Nina Gummich für Alice (ARD/RBB/WDR) Jeanette Hain für Luden – Könige der Reeperbahn (Prime Video) Désirée Nosbusch für Süßer Rausch (ZDF), Conti (ZDF) und Sisi 2 (RTL) |
| 2024 | Sunnyi Melles          | Die Zweiflers                                        | ARD/HR  | Mala Emde für Oh Hell (MagentaTV) Sira-Anna Faal für Pauline (Disney+) Katja Riemann für Reset – Wie weit willst du gehen? (ZDF) Katharina Stark für Deutsches Haus (Disney+)                                 |